# José Luis Damiani
José Luis Damiani, né le 21 novembre 1956 à Montevideo, est un joueur de tennis professionnel uruguayen.

## Biographie
Ses ancêtres sont Italiens.

## Carrière
Il a joué avec l'équipe d'Uruguay de Coupe Davis de 1973 à 1986 au cours de 15 rencontres.
En simple, il a été demi-finaliste à Bogota en 1978, Buenos Aires en 1980 et Bournemouth en 1982. Sur le circuit Challenger, il a été finaliste à Zell am See et Campinas.
En double, il a remporté deux titres ATP, à Palerme en 1981 et à Cologne en 1982.

## Palmarès

### Titres en double messieurs
| No | Date       | Nom et lieu du tournoi               | Catégorie | Dotation | Surface      | Partenaire     | Finalistes                        | Score         |  |
| -- | ---------- | ------------------------------------ | --------- | -------- | ------------ | -------------- | --------------------------------- | ------------- |  |
| 1  | 14-09-1981 | Tournoi de tennis de Sicile Palerme  |           | 75 000 $ | Terre (ext.) | Diego Pérez    | Jaime Fillol Belus Prajoux        | 6-1, 6-4      |  |
| 2  | 25-10-1982 | Tournoi de tennis de Cologne Cologne |           | 75 000 $ | Dur (int.)   | Carlos Kirmayr | Hans-Dieter Beutel Christoph Zipf | 6-2, 3-6, 7-5 |  |

### Finale en double messieurs
| No | Date       | Nom et lieu du tournoi              | Catégorie | Dotation  | Surface      | Vainqueurs                     | Partenaire  | Score         |  |
| -- | ---------- | ----------------------------------- | --------- | --------- | ------------ | ------------------------------ | ----------- | ------------- |  |
| 1  | 13-09-1982 | Tournoi de tennis de Sicile Palerme |           | 100 000 $ | Terre (ext.) | Gianni Marchetti Enzo Vattuone | Diego Pérez | 6-4, 6-7, 6-3 |  |